# Голубинский, Евгений Павлович
Евгений Павлович Голубинский (3 января 1934, Иркутск — 11 февраля 2008, Иркутск) — известный учёный-чумолог, заслуженный деятель науки РФ, доктор медицинских наук, профессор, член-корреспондент Академии естественных наук, директор Иркутского научно-исследовательского противочумного института Сибири и Дальнего Востока (1978—2008). Автор более 350 публикаций, из них 5 монографий.

## Биография
В 1959 году окончил лечебный факультет Иркутского медицинского института (ИГМИ).
В 1959—1964 — младший научный сотрудник Иркутского противочумного института.
С 1964 — младший научный сотрудник, с 1967 — заведующий лабораторией биофизики микробов, с 1973 — заведующий отделом биохимии и биофизики микробов Ростовского-на-Дону противочумного института.
В 1978 году назначен директором Иркутского противочумного института, и оставался его бессменным руководителем до своей скоропостижной смерти в 2008 году.

## Награды и премии
- Орден Дружбы народов;
- знак «Отличник здравоохранения»;
- знак «Отличник здравоохранения МНР»;
- медаль Монголии «Наставник молодежи»;
- медаль «За заслуги перед отечественным здравоохранением»;
- Почётные грамоты министра здравоохранения СССР и председателя Госкомсанэпиднадзора РФ;
- Внесён в Почётную книгу Центра исследования природно-очаговых инфекций Министерства здоровья Монголии.

## Основные научные работы
- Домарадский И. В., Голубинский Е. П. и др. Биохимия и генетика возбудителя чумы / И. В. Домарадский, Е. П. Голубинский, С. А. Лебедева, Ю. Г. Сучков; АМН СССР. — М.: Медицина, 1974. — 168 с. — 3000 экз. — Библиогр.: с. 149—165.
- Голубинский Е. П., Жовтый И. Ф., Лемешева Л. Б. О чуме в Сибири / Науч. ред. д-р мед. наук Г. П. Апарин; Рец.: В. И. Лебедев, П. В. Лидина. — Иркутск: Изд-во Иркут. ун-та, 1987. — 244, [48] с. — 2000 экз. — Библиогр.: с. 186—241.
- Апарин Г. П., Голубинский Е. П. Микробиология чумы : Руководство. — Иркутск: Изд-во Иркут. ун-та, 1989. — 92 с. — ISBN 5-7430-0155-3.
- Актуальные проблемы эпидемиологии инфекционных болезней в Сибири / Г. Г. Онищенко, А. Д. Ботвинкин, Е. П. Голубинский и др. — М., 1999. — 212 с.
- Онищенко Г. Г., Ганин В. С., Голубинский Е. П. Вибрионы не О1 серологической группы и их значение в патологии человека. — М.: ГОУ ВУНМЦ МЗ РФ, 2001. — 384 с. — (Вопросы практической эпидемиологии). — ISBN 5-89004-141-X.

## Диссертация
- Дыхательный аппарат и окислительный метаболизм чумного микроба : автореф. дис. … д-ра мед. наук : 03.00.04 / Е. П. Голубинский ; ВНИИ «Микроб». — Саратов, 1974. — 34 с.